# Frank Bükvič
Frank Bükvič, slovenski književnik, * 1. september 1923, Puconci, Kraljevina Srbov, Hrvatov in Slovencev, † 2. september 1995, Fairfield, Connecticut, ZDA.
Po študiju medicine v avstrijskem Gradcu, madžarski Pécsi in Ljubljani je 1946 ilegalno odšel v Avstrijo in v Gradcu študiral politične znanosti. Leta 1951 se je izselil v Združene države Amerike, diplomiral iz germanistike na univerzi v New Yorku in tu 1969 doktoriral z disertacijo o delih avstrijskega pisatelja J. Nestroya. Zaposlil se je na jezuitski univerzi v Fairfildu, Connecticut, kjer je predaval nemščino in nemško književnost.
Izdal je več romanov in knjigo črtic in novel, komedijo Nič drugega kot zgaga, scenarij za televizijski film Lest We Forget. Ukvarjal pa se je tudi z književno kritiko. Bükvič je postal eden najplodovitejših sodobnih slovenskih piscev v ZDA. V svojih delih je na samosvoj način opisoval predvsem dogajanja med 2. svetovno vojno in po njej v severovzhodni Sloveniji.